# Turmhügel Pirk
Der Turmhügel Pirk ist eine abgegangene mittelalterliche Turmhügelburg (Motte), rund 615 Meter östlich der Pirkerziegelhütte, einem Ortsteil der Gemeinde Pirk im oberpfälzischen Landkreis Neustadt an der Waldnaab in Bayern. Über diese Niederungsburg sind keine geschichtlichen oder archäologischen Informationen bekannt, sie wird grob als mittelalterlich datiert. Von der gut erhaltenen Anlage am oberen Ende einer kleinen Eintalung der Hochfläche auf der Öd haben sich ein rechteckiger Turmhügel sowie ein Burggraben mit Außenwall erhalten. Die Burgstelle ist als Bodendenkmal Nummer D-3-6339-0011: „mittelalterlicher Turmhügel“ geschützt.

## Beschreibung
Die bewaldete Burgstelle zwischen den Waldfluren Schlossleiten im Norden und Schlossholz im Süden befindet sich auf rund 460 m ü. NN Höhe in einer Ecke einer landwirtschaftlich genutzten Lichtung. Sie liegt wenige Meter über dem Talgrund am nur leicht absteigenden Nordhang einer kleinen, nach Westnordwesten abfallenden Eintalung, die wenig östlich der Burgstelle zur Jura-Hochfläche Auf der Öd ansteigt und endet.
Der gut erhaltene, rechteckige und an den Ecken abgerundete Turmhügel misst 25 × 15 Meter an seiner Basis, und erreicht noch eine Höhe von drei Metern. Sein Plateau ist stark durchwühlt, der Verbleib von Funden von mittelalterlichen Keramikbruchstücken aus Raubgrabungen ist heute unbekannt. Um den Turmhügel zieht sich ein acht Meter breiter und noch 0,5 Meter tiefer Ringgraben. An der Talseite im Süden der Anlage ist diesem Graben als zusätzliches Annäherungshindernis noch ein Außenwall vorgelegt. Der Wall ist nur an der Südwestecke von einem Abfluss eines kleinen Gerinnes durchbrochen.